# Astronomiske enheder
I astronomi og astrofysik optræder ofte størrelser, som har meget store talværdier, f. eks.
Universets alder: 13.8 milliarder år = 4.35⋅1017 s.
Afstanden til Solen: 149.6 millioner km = 1.496.⋅1011 m.
Massen af Mælkevejsgalaksens centrale sorte hul: (4.297⋅106 ± 0.012)⋅106 solmasser = (8.544 ± 0.024)⋅1036 kg.
Astronomer har derfor valgt at indføre en række enheder uden for det standardiserede SI-system (sekund, meter, kilogram o. a.).

## Tid
Som enhed for tid anvendes i astronomi, specielt kosmologi, og i geologi et juliansk år, a, også kaldet kosmisk år. Varigheden er eksakt
{\displaystyle {\text{a}}\equiv \;365.25\;{\text{d}}=31\,557\,600\;{\text{s}}}

## Afstande
Tre afstandsmål anvendes meget hyppigt i astronomi. De er astronomisk enhed (au), lysår (la) og parsec (pc).
Astronomisk enhed
Enheden blev oprindeligt defineret som jordbanens halve storakse (omtrent Jordens middelafstand fra Solen). Men for at undgå, at nye bestemmelser af størrelsens talværdi ville medføre nye omregninger af afstande i kilometer, indførte den Internationale Astronomiske Union i 2012 en definitiv værdi:Fodnote 4  . Det medfører, at Jordens halve storakse ikke længere er præcis 1 au.
{\displaystyle 1\;{\text{au}}\equiv 149\,597\,870\,700\;{\text{m}}=149\,597\,870.7\;{\text{km}}}
Lysår
Dette er ganske enkelt den distance, som elektromagnetiske bølger, herunder lys, tilbagelægger i det tomme rum i løbet af et tropisk år (a, se ovenfor). Idet lysets fart har den eksakte værdi {\displaystyle c=299\,792\,458\;{\text{m/s}}}, har vi derfor
{\displaystyle 1\;{\text{la}}\equiv c\cdot {\text{a}}}
Indsættes talværdier, fås
{\displaystyle 1\;{\text{la}}=299\,792\,458\;{\text{m/s}}\cdot 31\,557\,600\;{\text{s}}=9\,460\,730\,472\,580.800\;{\text{m}}}
Parsec
Per definition er en parsec antallet af buesekunder i en radian ganget med en astronomisk enhed. Fastsættelsen optræder i det autoritative opslagsværk Allen's Astrophysical Quantities:648  og er i 2015 vedtaget af den Internationale Astronomiske Union.
Sammenhængen mellem de forskellige vinkelmål er følgende:
{\displaystyle 360^{\circ }=360\cdot 60\cdot 60''=1\,296\,000''\;=2\cdot \pi \;{\text{rad}}}
{\displaystyle 1\;{\text{rad}}={\frac {1\,296\,000''}{2\cdot \pi }}={\frac {648\,000''}{\pi }}\approx 206\,265''}
Heraf følger, at
{\displaystyle 1\;{\text{pc}}\equiv {\frac {648\,000}{\pi }}\cdot 1\;{\text{au}}}
Indsættes værdien af {\displaystyle 1\;{\text{au}}}, fås
{\displaystyle 1\;{\text{pc}}={\frac {648\,000}{\pi }}\cdot \;149\,597\,870\,700\;{\text{m}}\approx 30\,856\,775\,814\,913\,672.789\;{\text{m}}\approx 3.085\,677\cdot 10^{16}\;{\text{m}}}

## Konverteringskonstanter for Solen, Jorden og Jupiter
I 2015 indførte IAU en række nominelle værdier for størrelser, som grundlæggende beskriver stjerner, planeter og exoplaneter, bl. a. radius, gravitationsparameter og lysstyrke. Som tilfældet tidligere var for den astronomiske enhed, skete dette for at undgå, at forbedrede målinger af faktiske værdier, ville afstedkomme rettelser i talværdierne for objekter, som man traditionelt sammenlignede med.
For eksempel udtrykkes stjerners radier ofte i enheder af Solens: {\displaystyle R_{\text{*}}=3.05\cdot R_{\odot }}. Men en ny bestemmelse af Solens faktiske radius {\displaystyle R_{\odot }} ville så kunne ændre den viste talværdi. I stedet indføres en nominel solradius {\displaystyle \mathrm {R} {}_{\odot }^{\mathrm {N} }}, der er defineret som et bestemt antal meter. Stjernens radius skrives så {\displaystyle R_{\text{*}}=3.05\;\mathrm {R} {}_{\odot }^{\mathrm {N} }}. Bemærk, at {\displaystyle R_{\text{*}}} og {\displaystyle R_{\odot }}, der er målte fysiske størrelser, kursiveres, men {\displaystyle \mathrm {R} {}_{\odot }^{\mathrm {N} }}, der er en enhed, skal ikke kursiveres.
Nedenstående tabeller viser The IAU (2015) System of Nominal Solar and Planetary Conversion Constants
| Størrelse                     | Symbol og værdi |
| ----------------------------- | --- |
| Nominel radius                | {\displaystyle \mathrm {R} {}_{\odot }^{\mathrm {N} }\equiv 6.957\cdot 10^{8}{\text{m}}=695\,700\;{\text{km}}}          |
| Nominel solarkonstant         | {\displaystyle \mathrm {S} {}_{\odot }^{\mathrm {N} }\equiv 1361\;{\text{W/m}}^{2}}                                     |
| Nominel luminositet           | {\displaystyle \mathrm {L} {}_{\odot }^{\mathrm {N} }\equiv 3.828\cdot 10^{26}\;{\text{W}}}                             |
| Nominel effektiv temperatur   | {\displaystyle \mathrm {T} _{\text{eff}}{}_{\text{⊙}}^{\mathrm {N} }\equiv 5772\;{\text{K}}}                            |
| Nominel gravitationsparameter | {\displaystyle \mathrm {GM} {}_{\odot }^{\mathrm {N} }\equiv 1.327\,124\,4\cdot 10^{20}\;{\text{m}}^{3}{\text{s}}^{-2}} |

| Størrelse                     | Symbol og værdi |
| ----------------------------- | --- |
| Nominel ekvatorradius         | {\displaystyle \mathrm {R} {}_{\mathrm {E,ekv} }^{\mathrm {N} }\equiv 6.3781\cdot 10^{6}{\text{m}}=6378.1\;{\text{km}}}    |
| Nominel polradius             | {\displaystyle \mathrm {R} {}_{\mathrm {E,pol} }^{\mathrm {N} }\equiv 6.3568\cdot 10^{6}{\text{m}}=6356.8\;{\text{km}}}    |
| Nominel gravitationsparameter | {\displaystyle \mathrm {GM} {}_{\mathrm {E} }^{\mathrm {N} }\equiv 3.986\,004\cdot 10^{14}\;{\text{m}}^{3}{\text{s}}^{-2}} |

| Størrelse                     | Symbol og værdi |
| ----------------------------- | --- |
| Nominel ekvatorradius         | {\displaystyle \mathrm {R} {}_{\mathrm {J,ekv} }^{\mathrm {N} }\equiv 7.1492\cdot 10^{7}{\text{m}}=71\,492\;{\text{km}}}      |
| Nominel polradius             | {\displaystyle \mathrm {R} {}_{\mathrm {J,pol} }^{\mathrm {N} }\equiv 6.6854\cdot 10^{7}{\text{m}}=66\,854\;{\text{km}}}      |
| Nominel gravitationsparameter | {\displaystyle \mathrm {GM} {}_{\mathrm {J} }^{\mathrm {N} }\equiv 1.266\,865\,3\cdot 10^{17}\;{\text{m}}^{3}{\text{s}}^{-2}} |